# Demain nous appartient (chanson)
Demain nous appartient est une chanson québécoise composée par Stéphane Venne. Il s'agit du thème qu'utilisera le Parti québécois lors de sa campagne électorale victorieuse des élections générales québécoises de 1976.
La chanson fut d'abord commandée pour une publicité du Mouvement Desjardins, mais elle a été refusée puisqu'elle était jugée trop nationaliste. Elle a ensuite été réutilisée au profit du Parti québécois, où elle a connu un grand succès dans les assemblées militantes du parti souverainiste. 
Le journaliste et écrivain Mordecai Richler, farouche adversaire du mouvement souverainiste, s'est moqué de la chanson dans la presse américaine en alléguant faussement qu'il s'agissait de la chanson  Tomorrow Belongs to Me (en) des Jeunesse hitlériennes dans la comédie musicale Cabaret.